# Madalag (Aklan)
Madalag is een gemeente in de Filipijnse provincie Aklan in het noordwesten van het eiland Panay. Bij de laatste census in 2007 had de gemeente bijna 18 duizend inwoners.

## Geografie

### Bestuurlijke indeling
Madalag is onderverdeeld in de volgende 25 barangays:
| - Alaminos - Alas-as - Bacyang - Balactasan - Cabangahan - Cabilawan - Catabana - Dit-Ana - Galicia - Guinatu-an - Logohon - Mamba - Maria Cristina | - Medina - Mercedes - Napnot - Pang-Itan - Paningayan - Panipiason - Poblacion - San Jose - Singay - Talangban - Talimagao - Tigbawan |

## Demografie
Madalag had bij de census van 2007 een inwoneraantal van 17.889 mensen. Dit zijn 448 mensen (2,6%) meer dan bij de vorige census van 2000. De gemiddelde jaarlijkse groei komt daarmee uit op 0,35%, hetgeen lager is dan het landelijk jaarlijks gemiddelde over deze periode (2,04%).